# ستاری ییتشین
ستاری ییتشین (به لاتین: Starý Jičín) یک منطقهٔ مسکونی در جمهوری چک است که در ناحیه نووی ییتشین واقع شده‌است. ستاری ییتشین ۳۳٫۶۷ کیلومتر مربع مساحت و ۲٬۶۶۷ نفر جمعیت دارد و ۲۹۵ متر بالاتر از سطح دریا واقع شده‌است.